# Gorleben-Treck 1979

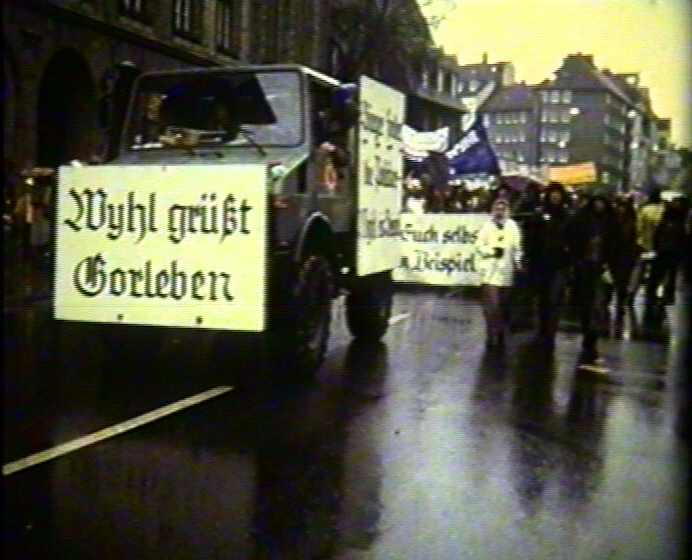
Fahrzeug mit einem Schild „Wyhl grüßt Gorleben“ vor dem Bahlsen-Gebäude an der Podbielskistraße

Der Gorleben-Treck 1979 war eine Demonstration gegen die Nutzung der Kernenergie, die sich insbesondere gegen geplante Kernenergieanlagen bei Gorleben im Landkreis Lüchow-Dannenberg richtete. Der Treck begann am 25. März 1979 im Wendland und endete als Abschlusskundgebung am 31. März 1979 in Hannover mit etwa 100.000 Teilnehmern. Dies war die bisher größte Demonstration in Niedersachsen und die größte Anti-Atom-Demonstration, die bis dahin in Deutschland stattgefunden hatte. Die hohe Teilnehmerzahl beruhte auch auf dem damals aktuellen Reaktorunfall im Kernkraftwerk Three Mile Island in den USA.

## Anlass
Die Protestaktion des Gorleben-Trecks richtete sich gegen die Pläne der Niedersächsischen Landesregierung, im schwach besiedelten Wendland eine Wiederaufarbeitungsanlage und ein Atommülllager einzurichten. Das Motto des Trecks lautete in Anspielung auf den damaligen Ministerpräsidenten Ernst Albrecht (CDU) „Albrecht wir kommen!“.

## Ablauf
Am 25. März 1979 startete der Treck in Gedelitz. Beim Eintreffen zu einer Kundgebung in Lüchow bildete er einen fünf Kilometer langen Konvoi mit etwa 350 Traktoren und rund 100 Pkw sowie Fahrradfahrern. Der Termin war gewählt worden, um bei der Anreise zum einwöchigen „Gorleben-Hearing“ in Hannover Aufmerksamkeit für den Protest zu bekommen. Am 28. März 1979 kam es zur teilweisen Kernschmelze im Kernkraftwerk Three Mile Island bei Harrisburg. Dieses Ereignis mobilisierte zahlreiche Menschen, sich dem Treck anzuschließen. Am 31. März 1979 kam der Treck, der auf über 500 Traktoren und tausende Fußgänger angewachsen war, in Hannover an. Auf dem Klagesmarkt in der Innenstadt führten Atomkraftgegner die bis dahin größte Anti-Atom-Demonstration in Deutschland durch. Laut den Veranstaltern nahmen daran rund 100.000 Menschen teil, die Polizei bezifferte die Personenzahl auf etwa 50.000. Eine Teilnehmerin des Trecks war die spätere Europaparlamentarierin Rebecca Harms (Grüne). Heinrich Pothmer, ein Verwandter der Bundestagsabgeordneten Brigitte Pothmer (Grüne) hielt eine Rede, in der er den Ministerpräsidenten direkt aufforderte, die Pläne im Wendland abzubrechen. Während des Trecks und bei der Abschlusskundgebung herrschte regnerisches Wetter, das die Teilnehmer nicht vom Demonstrieren abhielt.

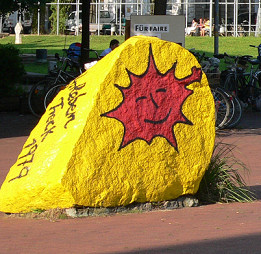
Der als Mahnmal auf dem Weißekreuzplatz in Hannover aufgestellte Findling aus dem Wendland

Auf dem Weißekreuzplatz in Hannover stellten die Demonstranten gegenüber dem Kulturzentrum Pavillon einen aus dem Wendland mitgebrachten, etwa 500 kg schweren Findling als Mahnmal auf. Er wurde im Juni 1981 von einer Aktionsgemeinschaft der Bürgerinitiativen für Energiesicherung und Kerntechnik entwendet und einen Monat später von der Bäuerlichen Notgemeinschaft durch einen etwa 3 Tonnen schweren Stein aus dem Wendland ersetzt. Der Stein ist auch als Gorlebenstein bekannt.

## Auswirkungen
Der niedersächsische Ministerpräsident verkündete einige Wochen nach dem Treck, dass die Wiederaufbereitungsanlage im Wendland politisch nicht durchsetzbar sei. Die Organisatoren des Trecks werteten diese Wendung als Erfolg ihrer Proteste.
In seinem Brokdorf-Beschluss nannte das Bundesverfassungsgericht den Gorleben-Treck als positives Beispiel für die friedliche Durchführung einer Großdemonstration, an dem sich Behörden im Vorfeld anderer Großdemonstrationen orientieren sollten.
Die Aktionsform fand 30 Jahre später Nachahmung, als ein erneuter Treck aus dem Wendland nach Berlin mit Abschlusskundgebung am 5. September 2009 organisiert wurde. Diese Veranstaltung richtete sich gegen die Ankündigung der CDU im Wahlkampf zu der Bundestagswahl 2009, die Laufzeiten für die deutschen Kernkraftwerke zu verlängern.

## Rezeption
Zum 40. Jahrestag des Gorleben-Trecks im Jahr 2019 führte das Historische Museum Hannover in Kooperation mit dem Institut der Didaktik der Demokratie, Studierenden des Historischen Seminars der Universität Hannover und dem Gorleben-Archiv aus Lüchow eine Ausstellung durch. Sie beinhaltete zeitgenössische Fotos, Dokumente, Zeitzeugenberichte und Erinnerungsstücke zu den Ereignissen und ihren Auswirkungen.